# Tuboly Tamás
Tuboly Tamás (Budapest, 1962. – Budapest, 2016. február 2.) magyar állatorvos, immunológus. Az állatorvostudományok kandidátusa (1996).

## Életpályája
A budapesti Szinyei Merse Pál Gimnáziumban érettségizett. 1986-ban Budapesten az Állatorvostudományi Egyetemen állatorvosi diplomát szerzett. 1986–1987 között az Országos Állategészségügyi Intézet immunológiai osztályán dolgozott. 1987–2000 között a Magyar Tudományos Akadémia Állatorvos-tudományi Kutatóintézetében végzett kutatómunkát tudományos főmunkatársként Lomniczi Béla és később Bartha Adorján mellett. 1990–1994 között, valamint 1997–1999 között Kanadában a University of Guelph Pathobiológiai tanszékén kutatómunkát végzett. 1996-ban kandidátusi fokozatot szerzett. 2000 óta a Szent István Egyetem Állatorvostudományi Karán a Járványtani és Mikrobiológiai Tanszéken oktatott. 2011-től egyetemi tanárként dolgozott. 2012-től a Kar kutatási és továbbképzési ügyekért felelős dékán-helyettese volt.
Fő kutatási területe a sertések egyes vírusos betegségeinek a vizsgálata, valamint a vírusos betegségek és az immunrendszer kapcsolatainak feltárása. Több szakmai és tudományos bizottság tagja volt.

## Díjai
- Akadémiai Ifjúsági Díj
- Szent-Iványi Ifjúsági Díj
- Bólyai Ösztöndíj
- a Szent István Egyetem Ezüstérme
- Bólyai János-plakett (2004)[1]
- Akadémiai Díj (2015)[2]